# Alcalà d'Ebre
Alcalà d'Ebre, Alcalá de Ebro (castellà) és un municipi d'Aragó situat a la província de Saragossa i enquadrat a la comarca del Ribera Alta de l'Ebre.

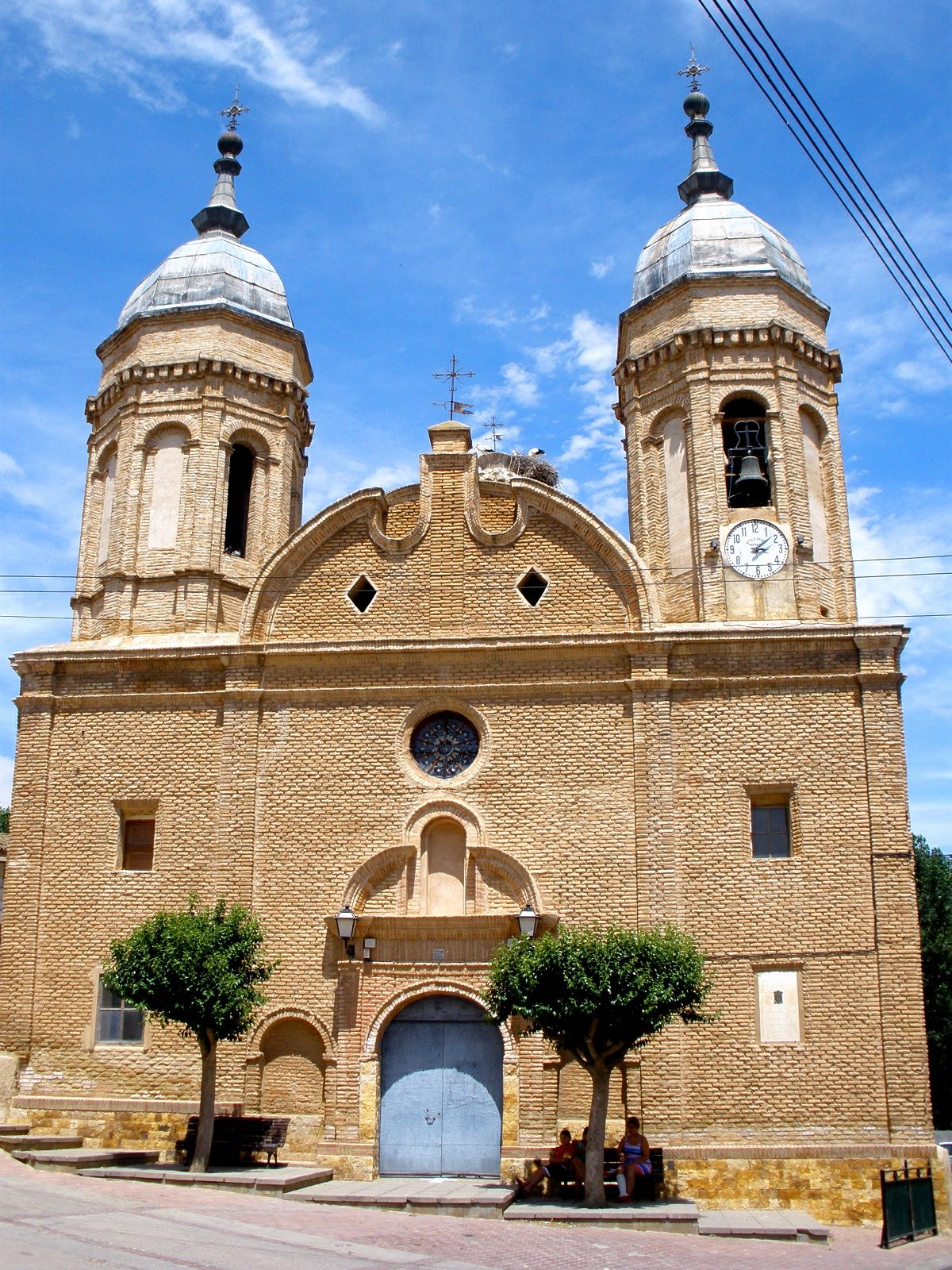
Església de la Santíssima trinidad de Alcalá de Ebro.